# بلمانت، میسیسیپی
بلمانت (به انگلیسی: Belmont) شهرکی در ایالت میسیسیپی کشور ایالات متحده آمریکا است که جمعیت آن در سرشماری سال ۲۰۱۰ میلادی، ۲٬۰۲۱ نفر بوده‌است.